# Matthias Brauer
Pour les articles homonymes, voir Brauer.
Matthias Brauer est un chef de chœur, il a été le directeur musical jusqu'en 2014 du Chœur de Radio France , l’une des formations permanentes administrées par les Concerts de Radio France.

## Biographie
Né à Dresde, Matthias Brauer est membre dans son enfance du prestigieux chœur d’enfant « Dresdner Kreuzchor ». 
Dans sa ville natale puis à Weimar, il étudie l’orgue et la direction d’orchestre, avant d’être engagé comme chef de chœur au Théâtre National de Weimar et au Staatsoper de Berlin.
Matthias Brauer est premier chef de chœur à l’Opéra de Dresde depuis 1995. Il est régulièrement invité à diriger les chœurs des radios de Berlin, Munich et Leipzig. 
Directeur du Chœur du Sächsische Staatsoper Dresden Semperoper pendant treize ans, il collabore avec Giuseppe Sinopoli, Bernard Haitink, Kurt Masur, Daniele Gatti, Myung-Whun Chung, Kent Nagano, Daniel Barenboim, Colin Davis, John Eliot Gardiner, Semyon Bychkov, Neville Marriner, Roger Norrington, Georg Solti, Christian Thielemann…
Chargé de cours à la Hochschule für Musik de Dresde, il a participé à de nombreux festivals dont le Festival de Salzbourg et le Festival d’Hilversum.
Après plusieurs collaborations avec le Chœur de Radio France (Requiem de Mozart ; les Deuxième et Huitième Symphonies de Mahler ; la Missa solemnis, la Neuvième Symphonie et Fidelio de Beethoven), Matthias Brauer devient son directeur musical de 2006 à 2014.

## Distinctions
- 2002 : Il reçoit le grand prix du disque pour la meilleure réalisation d’une œuvre chorale (Stabat Mater de Dvořák)